# Harald Storz
Harald Storz (* 1957) ist ein deutscher evangelischer Geistlicher, Heimatforscher und Autor.

## Leben
Nach dem Studium der Theologie in Tübingen und Göttingen arbeitete Storz als Gemeindepfarrer in Cuxhaven und in Diepholz sowie zuletzt von 2006 bis zu seinem Ruhestand Mitte 2021 in der St.-Jacobi-Kirchengemeinde in Göttingen.
Seit 1995 hat Storz Veröffentlichungen zum Bereich Predigt und Gottesdienst sowie zur Kunstgeschichte und zu Themen jüdischer Regionalgeschichte vorgelegt. Darüber hinaus hat er einige jüdische Friedhöfe in Niedersachsen dokumentiert. Storz war Vorsitzender des Arbeitskreises „Jüdische Heimatforschung im Landkreis Diepholz“.

## Werke

### Schriften
- mit Peter Sobetzki-Petzold: Typisch evangelisch. Konfirmationsscheine im Wandel 1829–1996. (Taschenbuch), Schröderscher Buchverlag, Diepholz 1996, ISBN 978-3-89728-026-7
- Der jüdische Friedhof der Lemförder Synagogengemeinde. In: Ludger von Husen und Horst Meyer (Hrsg.): Flecken Lemförde. Eine 750jährige Gemeinde zwischen Dümmer und Stemweder Berg. Diepholz 1998, S. 83–92
- mit Hermann Greve, Friedrich Kratzsch, Friedrich Menke, Karl Sandvoß und Ralf Vogeding: Der Willkür ausgesetzt. Zwangsarbeiter und Kriegsgefangene in den Altkreisen Grafschaft Hoya und Grafschaft Diepholz 1940–45. Begleitbuch zur Ausstellung. (Hrsg.: Kreismuseum Syke), Syke 2003
- Louis Kugelmann. Arzt aus Lemförde. In: Fundstücke. Nachrichten und Beiträge zur Geschichte der Juden in Niedersachsen und Bremen, s.n., Hannover, Heft 3 (2004) S. 8–9
- Als aufgeklärter Israelit wohlthätig wirken. Der jüdische Arzt Philipp Wolfers (1796 –1832). Verlag für Regionalgeschichte, Bielefeld 2005 (Veröffentlichungen des Instituts für Historische Landesforschung der Universität Göttingen; Bd. 46), ISBN 3-89534-546-6
- (als Hrsg.:) Liedpredigten zu den Gottesdiensten im Kirchenjahr. Gemeinsam Gottesdienst gestalten 9. Lutherisches Verlagshaus, Hannover 2007; ISBN 978-3-7859-0957-7 / ISBN 3-7859-0957-8
- Auf der Suche nach dem Porträtmaler F. Reibenstein (1713–um 1762). In: Göttinger Jahrbuch, Bd. 63, 2015, S. 27–36.
- mit Christian Scholl: Sichtlich evangelisch. Die Glasfenster der Jakobikirche in Göttingen von 1900/1901 und die Hannoveraner Glasmalwerkstätten Henning & Andres und Lauterbach & Schröder. Katalog zur Ausstellung „Sichtlich evangelisch“ in der Göttinger Jacobikirche vom 27. März bis 23. Juni 2017. Universitätsverlag Göttingen, Göttingen 2017, ISBN 978-3-86395-302-7; als PDF-Dokument auch bei Wikimedia Commons

### Dokumentationen jüdischer Friedhöfe in Niedersachsen
Für einige Friedhöfe in Niedersachsen hat Storz Dokumentationen erstellt, indem er die hebräischen Inschriften der Grabsteine abgeschrieben und übersetzt hat:
- Landkreis Cuxhaven: Cuxhaven (1987–92)
- Landkreis Diepholz: Quernheim (1994–98), Wagenfeld (1998) und Barnstorf (1999)
- Landkreis Heidekreis: Ahlden (2000) und Rethem (2003)
- Landkreis Harburg: Winsen (Luhe) (2003)